# Cala Gonone
Cala Gonone is een plaats (frazione) in de Italiaanse gemeente Dorgali. Het is een toeristische badplaats aan de oostkust van Sardinië met ruim 1.650 inwoners.